# Élections législatives de 1962 dans l'Aude
Les élections législatives françaises de 1962 se déroulent les 18 et 25 novembre 1962. Dans le département de l'Aude, trois députés sont à élire dans le cadre de trois circonscriptions.

## Élus
| Circonscription | Député sortant        | Parti | Parti | Député élu ou réélu | Parti | Parti |
| --------------- | --------------------- | ----- | ----- | ------------------- | ----- | ----- |
| 1re             | Louis Raymond-Clergue |       | MRP   | Jules Fil           |       | SFIO  |
| 2e              | Francis Vals          |       | SFIO  | Francis Vals        |       | SFIO  |
| 3e              | François Clamens      |       | Rad   | Lucien Milhau       |       | SFIO  |

## Résultats

### Résultats à l'échelle du département
| Parti          | Parti                                          | Premier tour | Premier tour | Second tour | Second tour | Sièges |
| Parti          | Parti                                          | Voix         | %            | Voix        | %           | Sièges |
| -------------- | ---------------------------------------------- | ------------ | ------------ | ----------- | ----------- | ------ |
|                | Union pour la nouvelle République (UDT)        | 23 332       | 19,69        | 26 131      | 21,88       | 0      |
|                | Majorité présidentielle                        | 23 332       | 19,69        | 26 131      | 21,88       | 0      |
|                |                                                |              |              |             |             |        |
|                | Mouvement républicain populaire                | 6 987        | 5,90         | 6 545       | 5,48        | 0      |
|                | Centre démocratique                            | 6 987        | 5,90         | 6 545       | 5,48        | 0      |
|                |                                                |              |              |             |             |        |
|                | Section française de l'Internationale ouvrière | 50 205       | 42,38        | 76 420      | 63,99       | 3      |
|                | Parti communiste français                      | 23 416       | 19,76        | Retrait     | Retrait     | 0      |
|                | Parti radical                                  | 10 137       | 8,56         | 10 328      | 8,65        | 0      |
|                | Parti socialiste unifié                        | 4 396        | 3,71         | Retrait     | Retrait     | 0      |
|                |                                                |              |              |             |             |        |
| Inscrits       | Inscrits                                       | 171 604      | 100,00       | 171 516     | 100,00      | 3      |
| Abstentions    | Abstentions                                    | 48 240       | 28,11        | 46 825      | 27,3        |        |
| Votants        | Votants                                        | 123 364      | 71,89        | 124 691     | 72,7        |        |
| Blancs et nuls | Blancs et nuls                                 | 4 891        | 3,96         | 5 267       | 4,22        |        |
| Exprimés       | Exprimés                                       | 118 473      | 96,04        | 119 424     | 95,78       |        |

### Résultats par circonscription

#### Première circonscription (Carcassonne)
| Candidat       | Candidat                      | Parti          | Premier tour | Premier tour | Second tour | Second tour |  |
| Candidat       | Candidat                      | Parti          | Voix         | %            | Voix        | %           |  |
| -------------- | ----------------------------- | -------------- | ------------ | ------------ | ----------- | ----------- |  |
|                | Jules Fil élu                 | SFIO           | 15 541       | 39,49        | 24 823      | 62,72       |  |
|                | Félix Roquefort               | PCF            | 8 957        | 22,76        | Retrait     | Retrait     |  |
|                | Louis Raymond-Clergue sortant | MRP            | 6 987        | 17,75        | 6 545       | 16,54       |  |
|                | Dominique Renucci             | UNR-UDT        | 6 814        | 17,31        | 8 212       | 20,75       |  |
|                | André Melliet                 | PSU            | 1 058        | 2,69         |             |             |  |
|                |                               |                |              |              |             |             |  |
| Inscrits       | Inscrits                      | Inscrits       | 56 450       | 100,00       | 56 416      | 100,00      |  |
| Abstentions    | Abstentions                   | Abstentions    | 15 577       | 27,59        | 15 130      | 26,82       |  |
| Votants        | Votants                       | Votants        | 40 873       | 72,41        | 41 286      | 73,18       |  |
| Blancs et nuls | Blancs et nuls                | Blancs et nuls | 1 516        | 3,71         | 1 706       | 4,13        |  |
| Exprimés       | Exprimés                      | Exprimés       | 39 357       | 96,29        | 39 580      | 95,87       |  |

#### Deuxième circonscription (Narbonne)
| Candidat       | Candidat                   | Parti          | Premier tour | Premier tour | Second tour | Second tour |  |
| Candidat       | Candidat                   | Parti          | Voix         | %            | Voix        | %           |  |
| -------------- | -------------------------- | -------------- | ------------ | ------------ | ----------- | ----------- |  |
|                | Francis Vals sortant réélu | SFIO           | 20 238       | 48,87        | 30 648      | 75,33       |  |
|                | Pierre Granger             | UNR-UDT        | 8 976        | 21,67        | 10 038      | 24,67       |  |
|                | Yvonne Cerny               | PCF            | 8 862        | 21,4         | Retrait     | Retrait     |  |
|                | Aimé Huc                   | PSU            | 3 338        | 8,06         | Retrait     | Retrait     |  |
|                |                            |                |              |              |             |             |  |
| Inscrits       | Inscrits                   | Inscrits       | 61 669       | 100,00       | 61 642      | 100,00      |  |
| Abstentions    | Abstentions                | Abstentions    | 18 398       | 29,83        | 18 716      | 30,36       |  |
| Votants        | Votants                    | Votants        | 43 271       | 70,17        | 42 926      | 69,64       |  |
| Blancs et nuls | Blancs et nuls             | Blancs et nuls | 1 857        | 4,29         | 2 240       | 5,22        |  |
| Exprimés       | Exprimés                   | Exprimés       | 41 414       | 95,71        | 40 686      | 94,78       |  |

#### Troisième circonscription (Castelnaudary - Limoux)
| Candidat       | Candidat                 | Parti          | Premier tour | Premier tour | Second tour | Second tour |  |
| Candidat       | Candidat                 | Parti          | Voix         | %            | Voix        | %           |  |
| -------------- | ------------------------ | -------------- | ------------ | ------------ | ----------- | ----------- |  |
|                | Lucien Milhau élu        | SFIO           | 14 426       | 38,26        | 20 949      | 53,5        |  |
|                | François Clamens sortant | Radsoc         | 10 137       | 26,89        | 10 328      | 26,38       |  |
|                | René Canoby              | UNR-UDT        | 7 542        | 20           | 7 881       | 20,13       |  |
|                | Lubin Ressier            | PCF            | 5 597        | 14,85        | Retrait     | Retrait     |  |
|                |                          |                |              |              |             |             |  |
| Inscrits       | Inscrits                 | Inscrits       | 53 485       | 100,00       | 53 458      | 100,00      |  |
| Abstentions    | Abstentions              | Abstentions    | 14 265       | 26,67        | 12 979      | 24,28       |  |
| Votants        | Votants                  | Votants        | 39 220       | 73,33        | 40 479      | 75,72       |  |
| Blancs et nuls | Blancs et nuls           | Blancs et nuls | 1 518        | 3,87         | 1 321       | 3,26        |  |
| Exprimés       | Exprimés                 | Exprimés       | 37 702       | 96,13        | 39 158      | 96,74       |  |